# Edificio de la Ópera Cívica

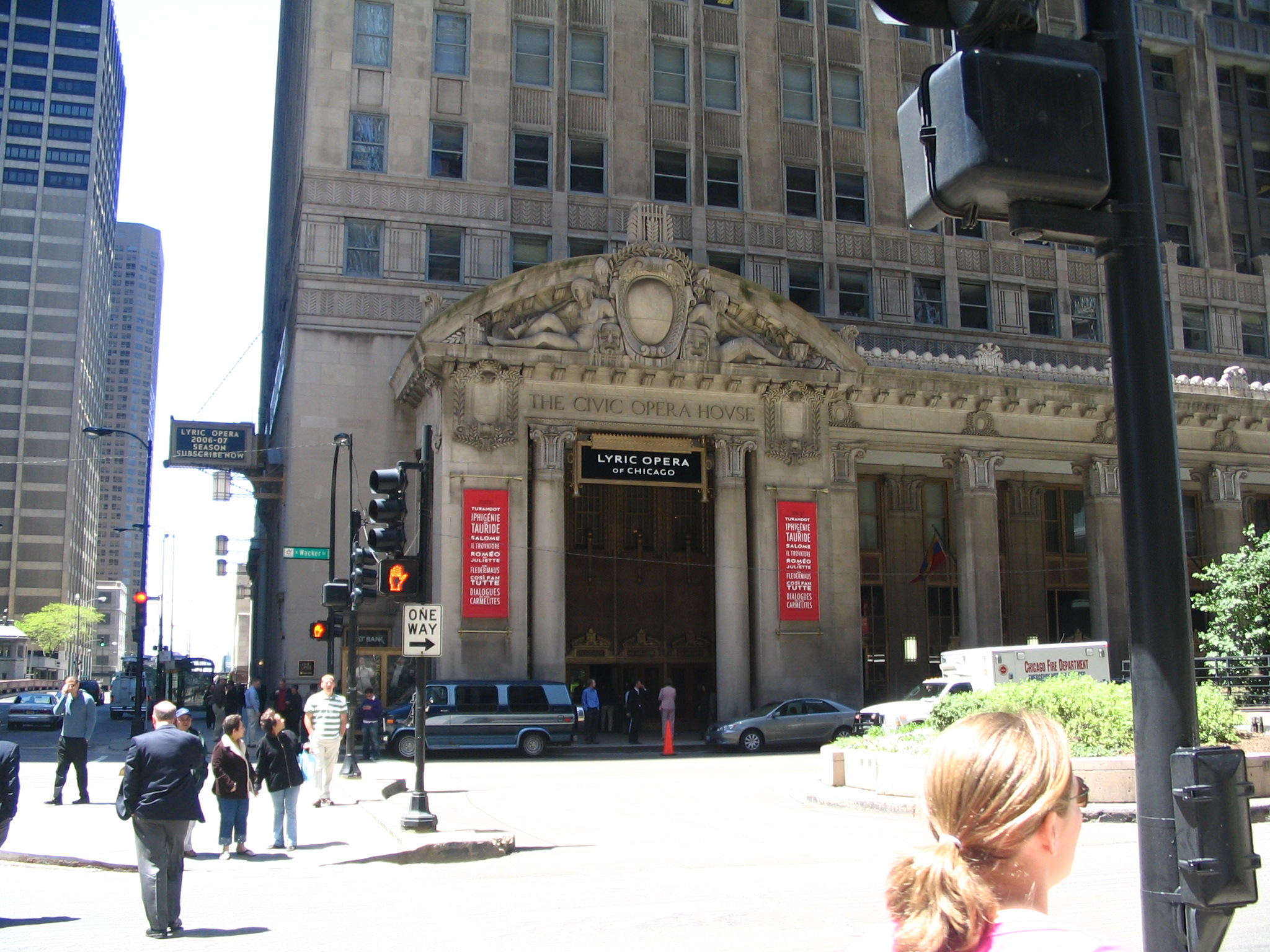
Fachada de Wacker Drive del Edificio de la Ópera Cívica con parte de la sala de juegos

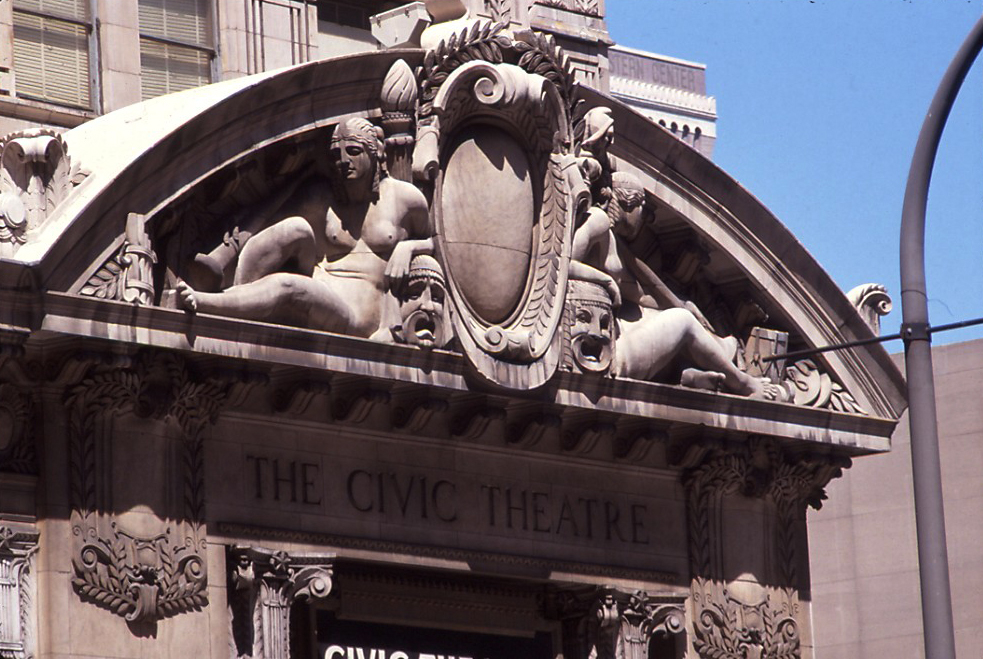
Detalle de una escultura de Henry Hering

El Edificio de la Ópera Cívica es una torre de oficinas de 45 plantas (más dos alas de 22 plantas) situada en el número 20 de North Wacker Drive, en Chicago. El edificio se inauguró el 4 de noviembre de 1929 y tiene un interior Art Déco. Contiene un teatro de ópera de 3563 localidades, el Civic Opera House, que es el segundo auditorio de ópera más grande de Estados Unidos. Hoy en día, el teatro de la ópera es la sede permanente de la Ópera Lírica de Chicago y actual sede del Ballet Joffrey.
Samuel Insull imaginó y contrató al equipo de diseño para construir un nuevo teatro de ópera que sirviera de sede a la Ópera Cívica de Chicago, como se llamaba la compañía. El edificio tiene la forma de una enorme silla, a veces llamada "el Trono de Insull". Insull ordenó que la silla estuviera orientada hacia el oeste para significar que daba la espalda a Nueva York.[cita requerida] Insull había dejado la vicepresidencia de General Electric en Nueva York en 1892, después de que no le nombraran presidente. Posteriormente, se trasladó a Chicago y se convirtió en presidente de Chicago Edison (Commonwealth Edison).
Insull seleccionó al estudio de arquitectura Graham, Anderson, Probst & White, responsables de varios otros edificios del Loop del centro de Chicago. Como hicieron en otras ocasiones, los arquitectos encargaron a Henry Hering la realización de esculturas arquitectónicas para el edificio.
Mary Garden, de la Ópera Cívica de Chicago, anunció el 15 de julio de 1929 que la temporada inaugural de la ópera incluiría la obra encargada a Hamilton Forrest titulada Camille.
Durante las décadas de 1950 y 1960, el edificio se identificaba con un gran cartel de "Kemper Insurance", aunque no era la sede de esa compañía. En 1993, la Ópera Lírica de Chicago compró las instalaciones de la ópera en el edificio que había alquilado durante 64 años.
En 2012, Tishman Speyer Properties L.P. vendió la parte de la torre de oficinas de 915.000 pies cuadrados (85.000 m2) del edificio por 125,8 millones de dólares a una filial de Berkley Properties LLC, con sede en Nanuet, Nueva York.

## Inquilinos
- Cassiday Schade[4]
- Asociación Nacional de Comercialización Automática
- Himes Consulting Group
- TechNexus Venture Collaborative
- 12cinco Capital, LLC
- Hybris
- Directorio de equipos y maquinaria de registro excedente
- Clarity Consulting
- Perficient Consulting
- Consejo de Defensa de los Recursos Naturales[5]